# 10278 Virkki
10278 Virkki è un asteroide della fascia principale. Scoperto nel 1981, presenta un'orbita caratterizzata da un semiasse maggiore pari a 2,1575706 UA e da un'eccentricità di 0,1734973, inclinata di 0,92981° rispetto all'eclittica.
L'asteroide è dedicato ad Anne Virkki, ricercatrice presso il radiotelescopio di Arecibo studiosa degli oggetti near-Earth.